# Micaria utahna
Micaria utahna är en spindelart som beskrevs av Willis J. Gertsch 1933. Micaria utahna ingår i släktet Micaria och familjen plattbuksspindlar. Inga underarter finns listade i Catalogue of Life.